# Ouzo 12

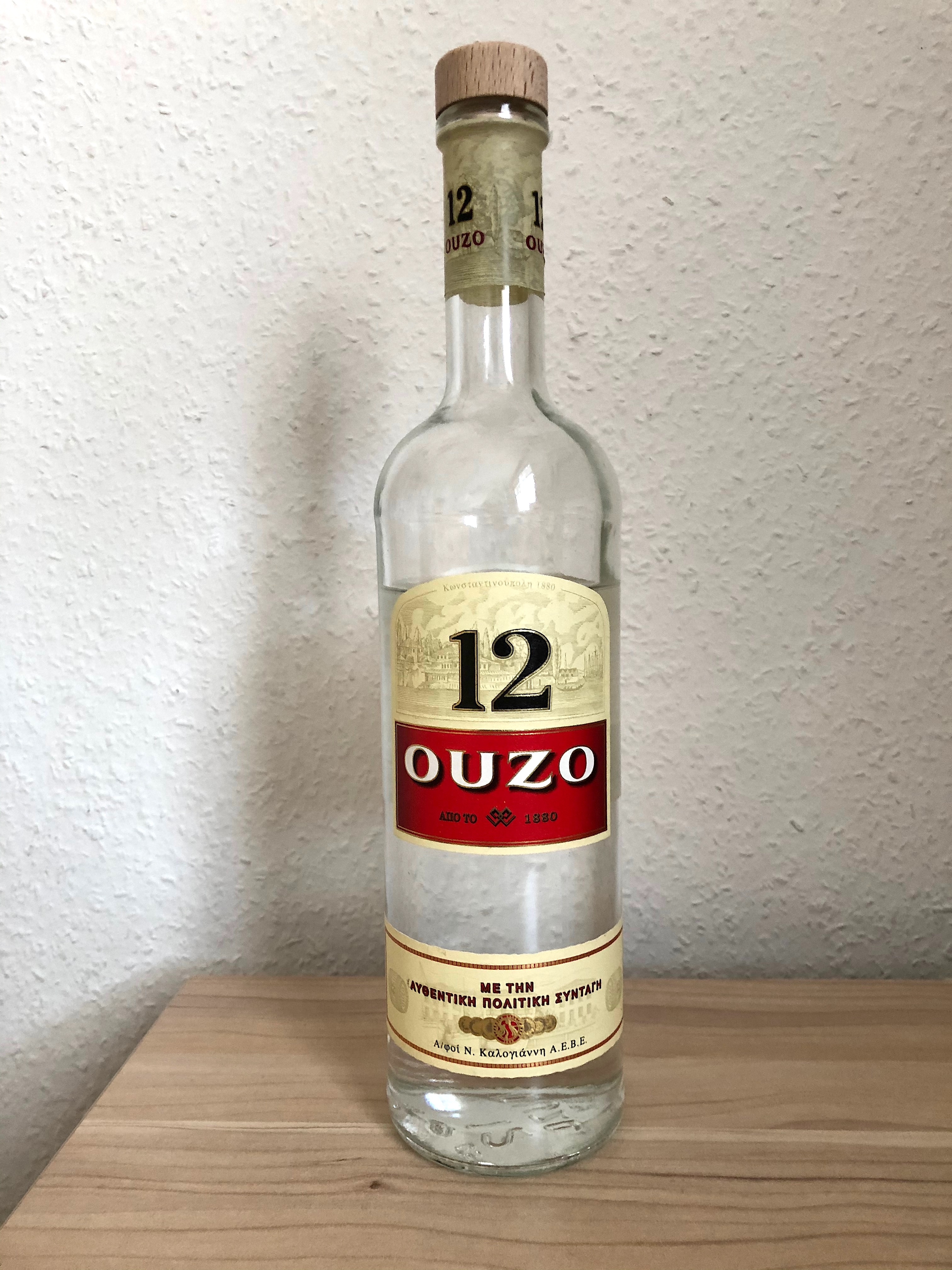
Ouzo 12.

Ouzo 12 är ett varumärke för ouzo som ägs av italienska Campari Gruppen. Det är ett av Greklands mest kända ouzomärken. 
Ouzo tillhör spritsorten "anissprit" vilka har en tydlig karaktär av lakrits. Ouzo 12 har en gul och grönaktig färg, medan generell anissprit oftast förekommer i genomskinlig form. Ouzo 12 ska spädas med vatten. Sorten finns i Systembolagets sortiment.